# Nicobul
Nicobul (grec antic: Νικόβουλος, llatí: Nicobūlus) fou un poeta, amic i parent de Gregori de Nazianz.
Va escriure un poema dirigit al seu fill Nicobul en rèplica a un poema de Gregori de Nazianz en el qual demanava a Nicobul, amic i parent seu, de permetre al fill sortir del país natal per estudiar eloqüència. Aquest poema es troba entre uns poemes de Gregori que comencen: Τέκνον έμόν μύθους ποθέων...